# Filozofia nauki Alberta Einsteina
Filozofia nauki Alberta Einsteina mogła powstać dzięki szerokiemu polu zainteresowań tego fizyka. Nie było dla niego ważne wyłącznie matematyczne sformułowanie praw przyrody. Interesował się również samym sposobem dochodzenia badacza do swojego odkrycia. Przez wiele lat wypowiadał się i pisał na temat tego jak należy tworzyć samą naukę. Wniósł w ten sposób znaczący wkład do rozwoju filozofii nauki.

## Einstein a klasyczna fizyka i geometria

### Mylne interpretacje zasady względności
Z prac Einsteina filozofowie wyprowadzali wiele wniosków, z których nie wszystkie pozostawały w zgodzie z jego intencjami. Podstawą tych niekonsekwencji jest fakt, że teorie Einsteina nazywano teoriami względności. Warto zauważyć, że w odniesieniu do swoich teorii Einstein nie używał takich określeń. W tekstach napisanych po 1905 r., swoją teorię nazwał on mianem „teorii niezmienniczości” (Invariantentheorie), przyjęła się jednak nazwa „teoria względności”, nie pochodząca od samego Einsteina. Alan E. Musgrave problem ten ujmuje następująco.

Filozofowie sympatyzujący z tym lub innym rodzajem relatywizmu powitali pracę Einsteina jako dostarczającą poparcia dla ich punktu widzenia. Czyż Einstein nie wykazał – zapytują – że pewne związki fizyczne, które uważano za „absolutne”, są również zrelatywizowane do położenia obserwatora? Czy nie wykazał on, biorąc najbardziej znany przykład, że jednoczesność istnieje w oczach obserwatora tak jak piękno, dobro lub prawda?

Tak formułowane argumenty mijają się z intencjami samego Einsteina. Bowiem celem jego teorii było sformułowanie praw przyrody w sposób absolutny, to znaczy taki, by obowiązywały one bez względu na to, jakie położenie zajmuje obserwator. Musiał zatem porzucić on absolutny charakter związku jednoczesności. Warto tu przytoczyć inne paradoksy, pozornie wiążące się z rozstrzygnięciami Einsteina. Leopold Infeld ujął je tak:

Wielu ludzi uważa, że teoria względności mówi nam, iż wszechświat jest czymś na podobieństwo świata Alicji w krainie czarów, że do tego wniosku doszedł matematyk Einstein, który odkrył, że istnieje czwarty wymiar, że przedmioty skracają się i wydłużają, a świat nasz kurczy się lub rozszerza na kształt balonu, że krótko mówiąc, wszystko jest względne i tajemnicze. Że nie pociąg zatrzymuje się na stacji, ale stacja przy pociągu.

Tego typu naiwny relatywizm nie wynika oczywiście w żadnym stopniu z teorii Einsteina.

### Sukces mechaniki Newtona
Zasadnie można jedynie utrzymywać, że drogą przewrotu jakiego dokonał w fizyce, proponując odmienne od Newtonowskiego ujęcie zasad mechaniki, okazało się, iż możliwe są diametralnie się od siebie różniące obrazy rzeczywistości, z których każdy – w swoim czasie – spełniał wymogi prawomocności poznania teoretycznego, a pomiędzy którymi zmuszeni jesteśmy dokonywać wyborów. Istotę stanowiska Einsteina Alan E. Musgrave przedstawia tak:

Nauka Einsteina połączyła swoje siły z hume’owską filozofią (filozofią, którą – warto to zauważyć – Einstein studiował pilnie w czasach swojej młodości) i przybiła ostatni gwóźdź do trumny klasycznego empiryzmu i jego „metody indukcyjnej”.

Jak się zdaje żadna z teorii naukowych nie cieszyła się takimi sukcesami jak teoria Newtona. W związku z tym przypuszczano o niej, że jest prawdziwa, że w terminach tej mechaniki możliwe jest udzielenie wyjaśnień wszystkich zjawisk fizycznych. Moc eksplanacyjną owej teorii Alan E. Musgrave pointuje następująco.

Istniało obliczenie Edmunda Halleya dokonane przy użyciu praw Newtona, że kometa zaobserwowana w 1682 r. powróci w 1759 r.: powróciła ona w wyznaczonym czasie, wiele lat po śmierci Newtona i Halleya, i nazwano ją „kometą Halley”. Chyba najbardziej znany ze wszystkich sukces Newtona miał miejsce w latach 40. XIX w. Odkryto, że planeta Uran nie porusza się dokładnie tak jak powinna, to jest wedle przewidywań tej teorii. Ostatecznie może teoria Newtona nie jest dokładna? Niektórzy mniej zdecydowani brali pod uwagę tę możliwość. Adams w Anglii i Leverrier we Francji uważali jednak, że rozbieżność mogła być wywołana przez jakąś nieznaną planetę, która zakłóca orbitę Urana zgodnie z prawami Newtona. Używając tych praw mogli obliczyć położenie tej nowej planety. Astronomom polecono skierować teleskopy w wyznaczonym kierunku – i odkryto Neptuna! To, co słabym duchem wydawało się klęską teorii Newtona, przekształciło się w najbardziej imponujące zwycięstwo.

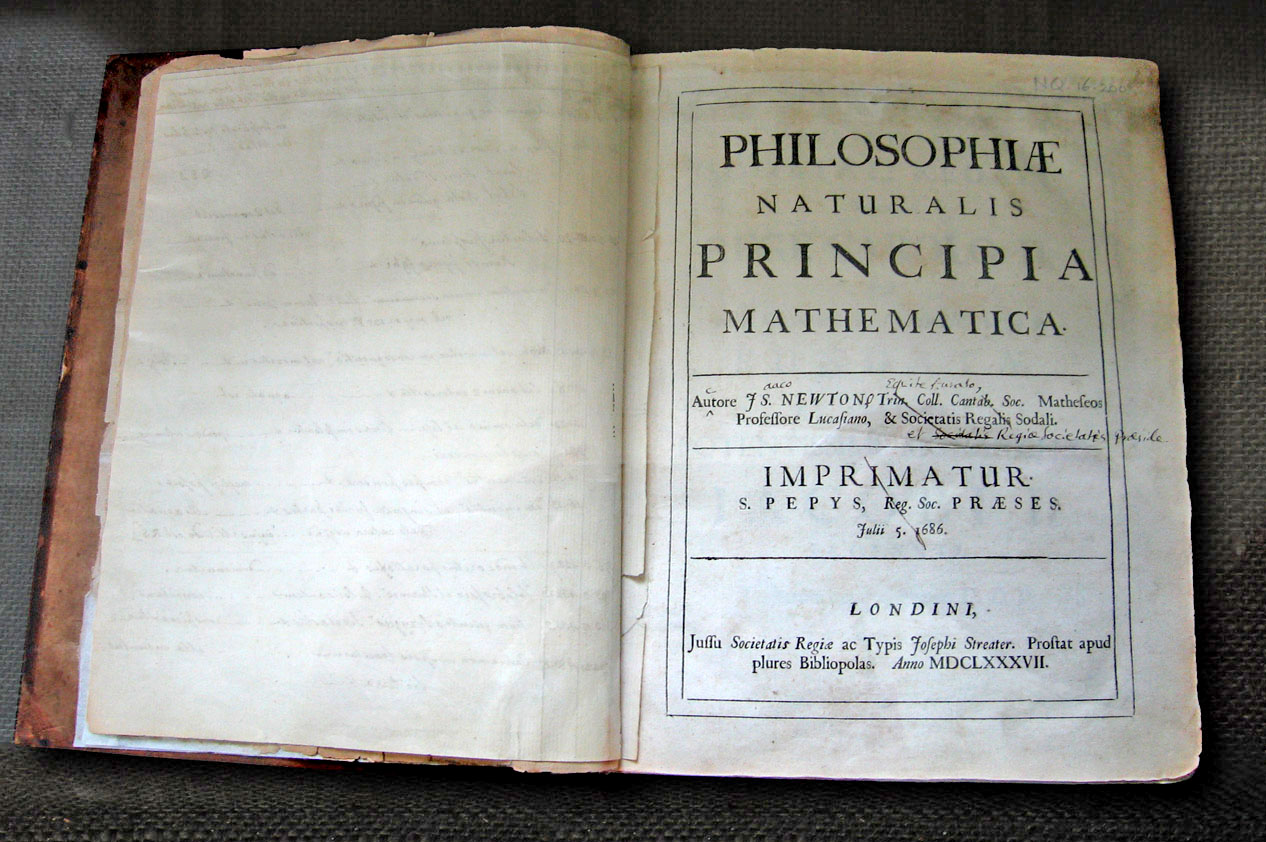
Egzemplarz dzieła Newtona wydanego 5 czerwca 1686 roku pod tytułem Philosophiae Naturalis Principia Mathematica

Z eksplanacyjnymi sukcesami teorii Newtona powróciło stare jak filozofia pytanie o możliwość wiedzy pewnej. Sam Newton również zabrał głos w tej dyskusji. A oto jego odpowiedź.

Nie wymyślam hipotez bowiem cokolwiek nie jest wydedukowane ze zjawisk, nazywa się hipotezą, a hipotezy... nie mają miejsca w filozofii eksperymentalnej. W filozofii ze zjawisk inferowane są szczegółowe sądy i wtedy uogólniane przez indukcję. Tak zostały odkryte prawa ruchu i grawitacji.

Unikanie spekulacji, obserwacja i eksperyment, na bazie których formułuje się szczegółowe sądy dotyczące zjawisk wraz z wyprowadzaniem ogólnych praw drogą indukcji – oto recepta Newtona dotycząca możliwości zdobywania wiedzy pewnej. Zacytowany fragment z Phisophie Naturalis Principia Mathematica bez wątpienia stanowić może motto dla większości stanowisk empirystycznych, zaś spektakularny sukces newtonowskiej mechaniki dostarczył autorytetu jego filozofii nauki, autorytetu, który dziś jeszcze do końca nie został utracony.

### Uczeni a filozofia nauki
Warto w tym miejscu zwrócić uwagę na to, że wielki uczony nie musi być wybitnym filozofem nauki. Zauważył to Albert Einstein.

Jeśli chcecie wydobyć coś od fizyków teoretycznych na temat metod jakich używają, zachęcam was do stosowania się ściśle do jednej zasady: nie słuchajcie ich słów, ale zwróćcie baczną uwagę na ich czyny.

Dokładniejsze analizy mechaniki Newtona (przeprowadzone np. przez Poincarégo) potwierdziły słuszność uwagi Einsteina. Okazało się bowiem, że prawa, o których stwierdził Newton, iż indukcyjnie wyprowadził je z doświadczenia są ze zjawiskami niespójne. Przeprowadzona jeszcze przez Hume’a krytyka zasady indukcji wprost może być odniesiona do deklaracji Newtona. Pomimo tego, że dla każdego, kto uznaje możliwość uzyskania wiedzy pewnej drogą indukcyjną, krytyka hume’owska jest miażdżąca, wyprowadzane z mocy eksplanacyjnej teorii Newtona przekonanie o jej prawdziwości doprowadziło do takiego oto stanu rzeczy. Alan E. Musgrave pisze:

Argumenty Hume’a padły na raczej kamienistą glebę. Przekonanie, że prawdziwość teorii Newtona została ustalona w oparciu o eksperyment, nie mogło być podważone przez kogoś, kto był tylko filozofem i jako tylko filozof stosował logikę. Indukcję opisywano jako „chwałę nauki i skandal filozofii”, z czego miało wynikać, że to filozofowie winni uporządkować swoje obejście. Filozofowie nie powinni wątpić, że razem z Newtonem osiągnięto pewność. Powinni oni raczej wyjaśnić jak (pomimo argumentów Hume’a) nauka może osiągnąć pewność.

### Mit metody indukcyjnej
Przez całe swoje życie Einstein utrzymywał, że metoda indukcyjna jest mitem, a w związku z tym prawdziwości teorii naukowych nie można ustalić na podstawie samego eksperymentu. Czysta myśl też nie jest tego w stanie dokonać. Jego teorie, jak również płynące z nich teoriopoznawcze konsekwencje stanowiły wyzwanie nie tylko dla klasycznego empiryzmu, ale i dla klasycznego racjonalizmu. Kwestionując powszechnie przyjęte poglądy o strukturze przestrzeni, uznawane od czasów Euklidesa i Akademii Platońskiej, zakwestionował prawomocność użytej przez Euklidesa metody. Sedno tej metody pointuje Einstein następująco:

Okazało się, że można było osiągnąć wiedzę pewną o przedmiotach doświadczenia na drodze czystego myślenia.

Początkowo Einstein pozostawał również pod wpływem konsekwencji płynących z geometrii euklidesowej, które wydawały się nieuniknione – czysty rozum ujmował prawdziwość aksjomatów Euklidesa oraz moc jego dowodów. Twierdzenia Euklidesa czy twierdzenie Pitagorasa można poznać bez potrzeby eksperymentowania. Można je udowodnić drogą operacji logicznych, samego zaś dowodu nie potrzeba sprawdzać eksperymentalnie. Możliwe zatem są sądy syntetyczne a priori.

W ramach geometrii euklidesowej pojawił się jeden, jak początkowo sądzono, drobny problem. Dotyczył on aksjomatu o prostych równoległych, który w sformułowaniu Playfaire’a stwierdza, że przez punkt leżący poza daną prostą przeprowadzić można dokładnie jedną prostą do niej równoległą. Aksjomatu tego nie podważano, zastanawiano się jedynie czy jest on na tyle oczywisty by nie wymagał dowodu. Nie powiodły się próby jego udowodnienia. Warto w tym miejscu wspomnieć o jednej. Włoski matematyk Saccheri podejmuje w 1733 r. próbę udowodnienia owego aksjomatu poprzez redukcję do absurdu. Przyjął on przeciwieństwo aksjomatu o równoległych – zakładając że albo nie ma żadnych równoległych, albo że istnieje więcej niż jedna równoległa. Na mocy tego założenia oraz aksjomatów pozostałych próbował wyprowadzić sprzeczność. Wykazał, że przy założeniu o nie istnieniu żadnych równoległych suma kątów trójkąta wyniesie więcej niż 180°, zaś przy założeniu o istnieniu więcej niż jednej równoległej, suma ta okaże się mniejsza od 180°. Wyniki te uznał za absurdalne i na tej podstawie doszedł do wniosku, że aksjomat Euklidesa jest prawomocny. Świadczy to o głębokiej wierze w oczywistość dziesiątego aksjomatu, wierze która nie pozwoliła na sformułowanie alternatywnych koncepcji geometrii, bowiem byłyby one absurdalne.

## Koncepcja metody naukowej Einsteina
Einstein w swojej refleksji metodologicznej zajmuje się głównie dwoma problemami: relacją teoria – doświadczenie i zagadnieniem konkurencyjności teorii naukowych.

### Teoria – doświadczenie
Relację między teorią a doświadczeniem ujmował następująco. Pojęcia, które nazywał on pierwotnymi są bezpośrednio i intuicyjnie związane z postrzeżeniami zmysłowymi. Są to pojęcia typu: przyspieszenie, ciśnienie, ciepło itp. Związki pomiędzy tymi pojęciami wyrażają twierdzenia teorii, zwane przez niego prawami przyrody. Na tym właśnie poziomie odbywa się sprawdzanie teorii polegające na określeniu w jakim zakresie i jak skutecznie porządkują one materiał empiryczny. Prawa przyrody są ostatnim i najsilniej związanym ze światem doświadczenia, elementem struktury formalnej, która zaczyna się od aksjomatów. Wszelkie twierdzenia niebędące prawami przyrody i jednocześnie będące niezbędnymi do ich uzasadnienia mają charakter pośredni, ze względu na powiązanie z doświadczeniem, a przez to nie mają już charakteru intuicyjnego. Im bliżej do aksjomatów, tym więź ze światem doświadczenia słabnie, a pojęcia te zaczynają wyrażać treści, którym nie odpowiada wynik żadnego eksperymentu. Są one wyrazem teoretycznej nadbudowy tworzącej sieć logiczną wiążącą poszczególne prawa przyrody.

### Odrzucenie związku danych i teorii
Einstein odrzuca przekonanie indukcjonistów o oczywistym związku teorii naukowej z danymi eksperymentalnymi. Przekonanie, że teoria indukcyjnie wynika z doświadczenia jest błędne. Jedyne, co z całą pewnością powiedzieć można o takim związku, to, że jest on odwzorowaniem jednego zbioru w drugi, jednakże odwzorowań tych może być nieskończenie wiele. Nie ma możliwości sformułowania metateorii, której jednym elementem byłby zbiór faktów doświadczalnych a drugim analizowana teoria. Brak takiego jednoznacznego odwzorowania powoduje, że fałszywe teorie w nauce mogą się utrzymywać bardzo długo. Ujmuje to następująco:

Nie jesteśmy świadomi przepaści – logicznie nieprzekraczalnej oddzielającej świat wrażeń zmysłowych od świata pojęć i twierdzeń.

W innym miejscu pisze:

Twierdzenie jest poprawne jeśli można je wyprowadzić z aksjomatów teorii. Teoria uzyskuje sens empiryczny oraz prawdziwość odpowiednio do wiarygodności i zupełności przyporządkowania jej ogółowi empirycznych faktów. Poprawne twierdzenie zapożycza prawdziwość od prawdziwości teorii do której należy.

Nie istnieje żadna racjonalna metoda pozwalająca nam na dokonanie takiego odwzorowania, a jednak odwzorowania takie się zdarzają. Są one możliwe dzięki intuicji, pozwalającej nam na interpretację pustej logicznej struktury treściami empirycznymi.

### Zakres rzeczywistości fizycznej
Obszar zjawisk jaki opisuje teoria powinien być jak największy, jest to podstawowe kryterium prawdziwości, użyteczności i zarazem konkurencyjności teorii. Prawdziwość teorii nie jest ustalana raz na zawsze, jeśli zastępuje się jedną teorię drugą, zmienia się również zakres tego, co fizycy uważają za rzeczywiste. Zagadnienie rozwoju teorii fizycznych ujmuje następująco:

Fizyka stanowi rozwijający się logiczny system myślowy, którego podstaw nie można wydestylować z naszych doznań metodą indukcji, a można je otrzymać wyłącznie drogą swobodnej inwencji. Uzasadnienie (prawdziwość) systemu polega na udowodnieniu słuszności wynikających zeń twierdzeń na gruncie doznań zmysłowych, przy czym stosunek tych ostatnich do pierwszych uchwytny jest tylko intuicyjnie. Rozwój idzie w kierunku coraz większej prostoty podstaw logicznych. Chcąc zbliżyć się do tego celu, musimy zgodzić się z faktem, że podstawy logiczne stają się coraz bardziej odległe od doznań, droga zaś myślowa prowadząca od podstaw do wynikających z nich, a mających odpowiednik w doznaniach zmysłowych twierdzeń staje się dłuższa i bardziej uciążliwa.

### Kryteria wyboru pomiędzy teoriami
O wyborze pomiędzy konkurującymi ze sobą teoriami decydują trzy kryteria. Pierwszym jest zewnętrzne potwierdzenie teorii, czyli jej zgodność w maksymalnie szerokim zakresie zjawisk, bez wprowadzania hipotez ad hoc. Drugie kryterium stanowi wewnętrzna perfekcja teorii – jej zbiór aksjomatów i pojęć pierwotnych musi odznaczać się logiczną prostotą. Pod tym pojęciem rozumiał skojarzenie intuicji naukowej z poczuciem estetyki i harmonii. Nie określał tego dokładnie, mawiając że jest to słuch muzyczny w dziedzinie nauki. Trzecie kryterium, wewnętrznego potwierdzenia teorii, ma dwie składowe: konkretność przewidywań – jeśli dwie teorie są równie proste pod względem aksjomatyki, wybieramy tę teorię, która daje liczniejsze i bardziej precyzyjne przewidywania nowych faktów. Drugą składową jest ocena matematycznej złożoności teorii. Jeśli dwie teorie są jednakowo potwierdzone doświadczalnie, wybieramy tą, która jest matematycznie prostsza. Tradycyjnie funkcjonujące w metodologii rozróżnienie na hipotezę i ustaloną teorię jest nieautentyczne, bowiem nauka operuje jedynie hipotezami, z których jedne są lepiej sprawdzone od innych.

### Koncepcja swobodnej gry pojęć
Koncepcja swobodnej gry pojęć uznawana przez Einsteina jest wyrazem aktywnej koncepcji umysłu. Koncepcja ta dotyczy nie tylko myślenia naukowego, ale i potocznego. To ostatnie nie różni się jakościowo od naukowego. W myśleniu codziennym swobodną grę pojęć ograniczają tradycyjne schematy myślowe, do eliminacji których dąży się w myśleniu naukowym. W ramach tego ostatniego gra pojęciowa przebiega trzema etapami.
Etap intuicyjny polega na tworzeniu pojęć pierwotnych i aksjomatyki danej teorii drogą swobodnej pracy umysłu, dla której drogowskazem jest intuicja, mająca na celu wyłonienie owych pojęć i aksjomatyki z nieskończonego zbioru możliwości.
Etap drugi, dedukcyjny, polega na skonstruowaniu z aksjomatyki, formalnej struktury dedukcyjnej.
Etap trzeci, odwzorowania empirycznego przekształca strukturę formalną w teorię empiryczną. Dokonuje się tego drogą odwzorowania teorii w zbiór twierdzeń empirycznych danej teorii. Ów trzeci etap jest jednocześnie dedukcyjny i intuicyjny. Jak już było wspomniane, nie istnieje żadna metateoria, o elementach teoria i zbiór faktów, pozwalająca na dokonanie jedno-jednoznacznego odwzorowania. Dokonanie takiej identyfikacji pojęć teoretycznych z faktami odbywa się właśnie drogą intuicyjną, która jest zawodna. Wszystkie pojęcia jakimi posługuje się podmiot są przez niego wytworzone i jako wynik swobodnej kreacji i doboru ulegają, w razie potrzeby, zmianie.

### Przedmiot poznania fizyki
Świat wrażeń zmysłowych konstytuuje się jako przedmiot poznania fizyki (jako ciało materialne) w następujący sposób. Z różnorodności postrzeżeń zmysłowych, swobodnym aktem umysłu, wybieramy określone kompleksy wrażeń i przypisujemy im pojęcie ciała materialnego. Pojęcie ciała znacznie wykracza poza treści jakie mu przypisujemy, temu samemu ciału możemy przypisać i inne właściwości, jeśli uznamy to za konieczne dla jego określenia. Następnym krokiem, po ukonstytuowaniu jego treści, jest przypisanie ciału materialnemu realnego istnienia. Dopiero wtedy staje się ono niezależne od poszczególnych postrzeżeń zmysłowych, jakie się nań składają. Pojęcie ciała materialnego konieczne jest dla fizyki, nie jest jednak konieczne w ramach innego systemu znaczeń. Jest ono uzasadnione w tym sensie, że porządkuje w jedność określony kompleks wrażeń.
Zdaniem Musgrave’a następujące trzy przekonania leżą u podstaw filozofii fizyki Einsteina.
1. Istnieją prawa przyrody, które można odkrywać – czyli Wszechświat jest racjonalny.
2. Prawa przyrody są proste i spójne do tego stopnia, że wyrażające je teorie same muszą być proste i spójne.
3. Prawa przyrody są prawami matematycznymi.

Należy do tego dodać jeszcze jedno. Einstein był deterministą.

## Literatura
1. Albert Einstein; Autobiographical Notes [w] P.A. Schlipp [ed]; Albert Einstein: Philosopher – Scientist, „Library of Living Philosophers”, New York 1949;
2. Albert Einstein; Ideas and Opinions, New Translations and Revisions by Sonja Bargmann, Dell, New York 1954.
3. Albert Einstein; The World as I See It, John Lange, London 1935;
4. Leopold Infeld; Albert Einstein, PWN, Warszawa 1984, przekład Ryszard Gajewski;
5. Alan E. Musgrave; Wpływ Einsteina na filozofię [w] Kazimierz Jodkowski [red]; Na czym polega racjonalność nauki?, przekład K. Jodkowski, „RRR” 7, Wydawnictwo UMCS, Lublin 1991;
6. Issac Newton; Principia, Księga III, General Scholium,
7. Leszek M. Sokołowski, Alberta Einsteina filozofia fizyki [w] Michał Heller, A. Michalik, Józef Życiński (red.); Filozofować w kontekście nauki, PAT, Kraków 1987.